# Miroslav Masák
Miroslav Masák (* 23. května 1932 Úvaly) je architekt, vysokoškolský profesor a bývalý poradce prezidenta Václava Havla. Miroslav Masák a Václav Havel se poprvé setkali v roce 1968, kdy Havel napsal úvodní slovo ke sborníku textů, které Masák editoval. Tento sborník se jmenoval Jak se žije naší mládeži a obsahoval texty různých autorů věnujících se otázkám mládeže a společnosti v tehdejším Československu. Po této spolupráci se Masák a Havel stali přáteli a dále spolupracovali v kulturní oblasti.

## Životopis
Miroslav Masák vystudoval v letech 1952–1958 Fakultu architektury a pozemního stavitelství ČVUT u profesora Josefa Kittricha). V letech 1958–1991 pracoval v libereckém projektovém ústavu (Stavoprojekt Liberec). V roce 1968 spoluzakládal Sdružení inženýrů a architektů v Liberci (SIAL), díky kterému mohl také založit a vést ve své době, ale i do dnes unikátní tzv. Školku – samostatný ateliér čerstvých absolventů – architektů.
Po násilném ukončení pražského jara a s nástupem tzv. normalizace byl nucen své činnosti zanechat. Přesto dál pracoval v neoficiálních skupinách, které na bázi Školky fungovaly nejen v Liberci, ale také v Brně, Praze, Ústí nad Labem nebo Karlových Varech, kde nadále vychovával mladé architekty. V letech 1987–1989 působil jako člen skupiny Obecní dům a Otevřený dialog. Roku 1988 spoluzakládal nezávislé sdružení českých umělců Nová skupina.
V letech 1989–1990 byl členem prezídia Obce českých architektů v Praze. V listopadu 1989 se angažoval v koordinačním centru Občanského fóra, což vedlo v lednu 1990 k jeho jmenování odborným poradcem prezidenta ČSFR. Zároveň byl pověřen koncipováním dalšího rozvoje Pražského hradu. Od roku 1991 se stal ředitelem kulturní sekce Kanceláře prezidenta republiky a od září 1991 asistentem prezidenta ČSFR. Roku 1993 byl místopředsedou nově zřízené Rady Pražského hradu.
Od roku 1994 působil také jako externí pedagog Fakulty architektury Vysokého učení technického v Brně. Od roku 1995 pracoval v pracovní skupině České komory architektů, kde byl od roku 1997 členem představenstva a byl pověřen vedením úseku vzdělání architektů. Jako člen či předseda komise se zapojil do cca 40 architektonických soutěží (mimo jiné na novou budovu Národní technické knihovny v Praze, Studijní a vědecké knihovny Hradec Králové či Černé kostky v Ostravě).
V roce 1999 byl jmenován profesorem na Vysokém učení technickém v Brně v oboru architektura.

## Význam
Architekt Masák je výrazně spjat s historií libereckého ateliéru SIAL, který pod vedením architekta Karla Hubáčka představoval od 60. let jeden z mála výrazných a osobitých proudů tehdejší české architektury. V něm vytvořil nebo spolupracoval na nejvýznamnější české architektuře své doby.
Architektura Miroslava Masáka prošla od britského brutalismu, přes organickou architekturu, etapu „manšinismu“ až k návratu k střídmému minimalismu.
Miroslav Masák se přes svou pedagogickou a veřejnou činnost stal jednou z významných osobností české architektury, který ani v těžkých dobách nedělal ubohé kompromisy a dokázal kolem sebe, v období hluboké nesvobody, vytvořit „ostrůvek svobody“.[zdroj?]

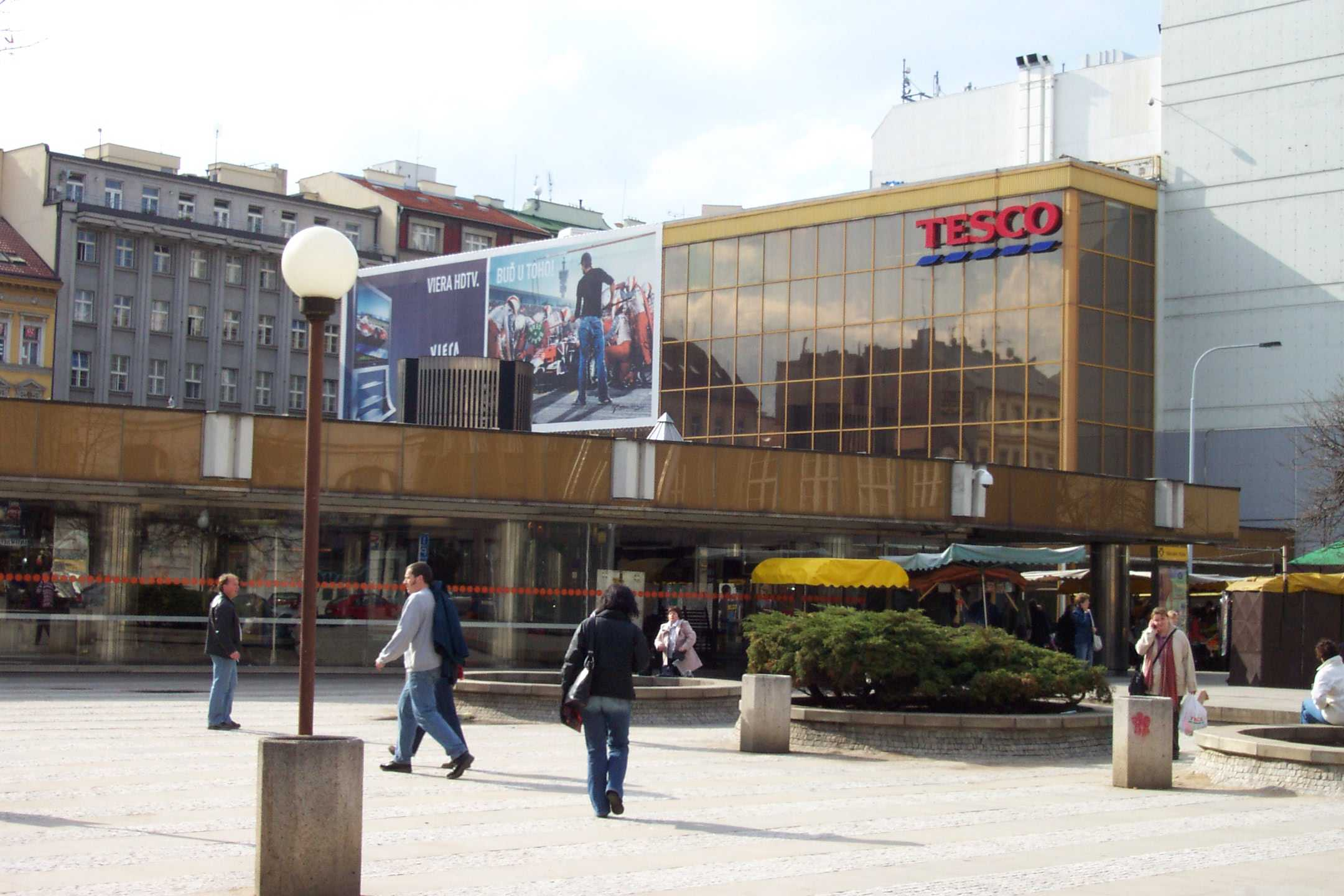
Obchodní dům Máj, 1975

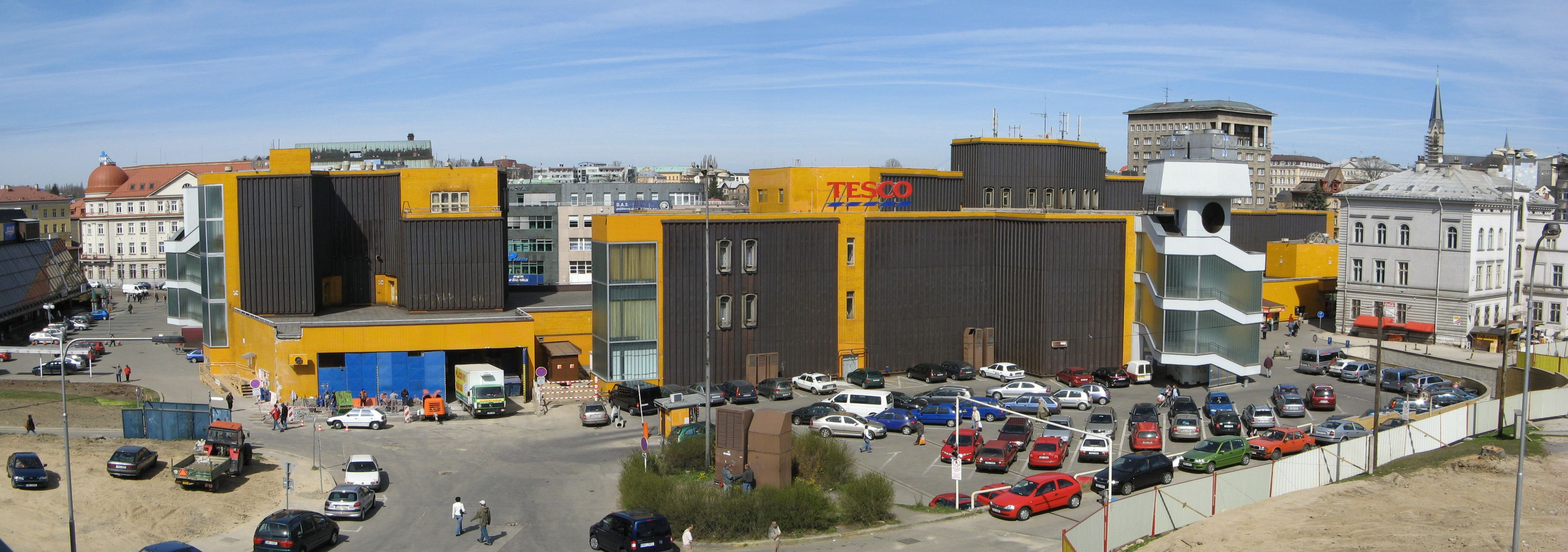
Obchodní dům Ještěd, 1977

## Dílo
- 1964–1972 – Obytný okrsek v Teplicích
- 1965 – výstavní pavilon F výstaviště Libereckých výstavních trhů
- 1966
  - generel areálu výstaviště Libereckých výstavních trhů (s O. Binarem)
  - projekt sídliště a relaxačních lázní v Teplicích-Šanově
- 1967
  - renovace Muzea skla v Kamenickém Šenově (s O. Binarem)
  - Zimní středisko Ještěd
- 1969 – Kaple pro Storsand v Norsku – projekt
- 1975 – obchodní dům Máj v Praze (s J. Eislerem a M. Rajnišem)
- 1977 – Obchodní středisko Ještěd v Liberci (s K. Hubáčkem)
- 1978–1995 – rekonstrukce Veletržního paláce v Praze (s ateliérem SIAL)
- 1982 – Divadlo Na provázku v Brně (s V. Králíčkem) – projekt
- 1990 – Kanceláře prezidenta na Pražském hradě
- 1992
  - Návrh soklu a instalace Štursovy sochy TGM v Rothmayerově síni
  - Rekonstrukce rezidence v Královské zahradě
- 1994 – Koncept vilové čtvrti Sluneční lázně v Liberci – projekt
- 1995–1997 – Projekty a instalace výstav českého skla v Míčově, v American Craft Museum v New Yorku, v Domě umění v Brně a v Severočeském muzeu v Liberci
- 1997 – Památník arménského holocaustu pro Detroit – projekt

### Ocenění díla
- 23. února 2007 – Pocta České komory architektů za rok 2006.
- 27. října 2011 – Cena Ministerstva kultury za přínos v oblasti architektury[4]
- 28. října 2023 –  Medaile Za zásluhy 1. stupně

### Spisy
Celý svůj život vyvíjel Miroslav Masák hojnou publikační činnost. V roce 2006 vyšla jeho kniha vzpomínek s názvem Tak nějak to bylo (v roce 2022 pak doplněná a rozšířená verze Tak nějak to bylo a tak nějak to je).